# Baldovský statek
Baldovský statek je ruina hospodářského komplexu a venkovského zámečku z 19. století. Lze jej nalézt za lesíkem u Baldovského návrší, v okrese Domažlice, zhruba 1 km severovýchodně  od husitského pomníku. Místní název pro objekt je též Horní Baldov.

## Historie a popis
Původní dům s pozemkem patřil rodině Pachlových. V roce 1867 byl odkoupen Antonínem Steidlem, známým chodským lékařem a politikem, a přestavěn v rustikálním ruském stylu. Celý pozemek obsahoval dvojzámeček s levým křídlem pro hosty (tzv. carské), pravé křídlo bylo obýváno majitelem a jeho rodinou. Dvůr byl tvořen dále i užitnými stavbami (stáje, chlévy, konírna, byty pro zaměstnance, velké stodoly apod.). Za stodolami se dříve nacházel také ovocný sad, zahrada s altánem a pramenem pitné vody. 
Antonín Steidl jej během svého života užíval jako bydlení pro rodinu a rozvoj vlastního hospodářství. Na velkostatku mj. hostil i význačné osoby české historie – pobýval zde například básník Jan Neruda, či básník a dramatik Jaroslav Vrchlický. 
Sám majitel nemovitosti byl respektovanou postavou chodského kraje – působil jako dvorní lékař ruského prince Nikolaje Alexandroviče, 30 let byl i okresním starostou a dlouho také vrcholným politikem. V roce 1891 mj. kandidoval proti T. G. Masarykovi v parlamentních volbách do rakouské říšské rady.     
Začátkem 20. století byl statek prodán neznámému majiteli, po roce 1948 vyvlastněn a používán místním JZD. V rámci svérázné integrační politiky státu byl v 70. letech svěřen do péče a obývání romským přistěhovalcům ze Slovenska. Ti na velkostatku žili až do roku 2010. 
Aktuálně[kdy?] je stavba opuštěná, obytné i hospodářské budovy dále chátrají – propadají se nosné krovy střech, bortí se zdivo.      